# Agathia lycaenidia
Agathia lycaenidia là một loài bướm đêm trong họ Geometridae.